# Xã Woodbury, Quận Woodbury, Iowa
Xã Woodbury (tiếng Anh: Woodbury Township) là một xã thuộc quận Woodbury, tiểu bang Iowa, Hoa Kỳ. Năm 2010, dân số của xã này là 5.675 người.